# Fijinonion
Fijinonion es un género de foraminífero bentónico de la subfamilia Astrononioninae, de la familia Nonionidae, de la superfamilia Nonionoidea, del suborden Rotaliina y del orden Rotaliida. Su especie tipo es Astrononion fijiensis. Su rango cronoestratigráfico abarca desde el Mioceno hasta la Actualidad.

## Clasificación
Fijinonionincluye a las siguientes especies:
- Fijinonion fijiensis, también aceptado como Astrononion fijiensis
- Fijinonion sphaeroides